# Steven Pinker
Steven Arthur Pinker (Montreal, 18 de septiembre de 1954) es un psicólogo experimental, científico cognitivo, lingüista y escritor canadiense. Es profesor en el Harvard College y titular del “Johnstone Family Professorship” en el Departamento de Psicología de la Universidad de Harvard. Es conocido por su defensa enérgica y de gran alcance de la psicología evolucionista y de la teoría computacional de la mente. Sus especializaciones académicas son la percepción y el desarrollo del lenguaje en niños; es conocido por argumentar que el lenguaje es un "instinto" o una adaptación biológica modelada por la selección natural. Sus cuatro libros dirigidos al público en general —El instinto del lenguaje, Cómo funciona la mente, Palabras y reglas y La tabla rasa— han ganado numerosos premios y le han dotado de renombre.

## Biografía y carrera
Pinker nació en una familia judía de clase media de Montreal. Sus abuelos emigraron a Canadá desde Polonia y Rumanía y eran propietarios de una pequeña fábrica de corbatas. Su padre, Harry Pinker, era  abogado, y su madre, Roslyn, trabajó como orientadora vocacional y vicerrectora en una escuela secundaria. Su hermana, Susan, psicóloga infantil, es ahora periodista y columnista, y su hermano Robert es analista político para el gobierno de Canadá.
Contrajo matrimonio con la psicóloga clínica Nancy Etcoff en 1980, de quien se divorció en 1992. En 1995 volvió a contraer nupcias con la psicóloga cognitiva Illavenin Subbiah,  nacida en Malasia. Su actual esposa es Rebecca Goldstein, quien es profesora de filosofía en el Trinity College en Hartford, Connecticut. No tiene hijos.
Recibió su grado en psicología experimental en la Universidad McGill en 1976, y cursó su doctorado en la Universidad de Harvard en la misma disciplina, que concluyó en 1979. Es actualmente profesor de psicología en la Universidad de Harvard, tras ser previamente director del Centro de Neurociencia Cognitiva del Instituto Tecnológico de Massachusetts.
En enero de 2005, defendió a Lawrence Summers, rector de la Universidad de Harvard, a quien sus argumentos sobre las diferencias de sexo en matemáticas y ciencias le acarrearon una gran hostilidad por parte de los miembros de la facultad.[cita requerida]

## Lenguaje como instinto
Es principalmente conocido por su trabajo, popularizado en “El instinto del lenguaje” (1994), sobre como los niños adquieren el lenguaje y por su popularización del trabajo que Noam Chomsky realizó sobre el lenguaje como una facultad innata de la mente. Ha sugerido la existencia de un módulo mental evolutivo para el lenguaje, aunque su idea es aún controvertida. Difiere con Chomsky, argumentando que muchas otras facultades mentales humanas han evolucionado. Es aliado de Daniel Dennett y Richard Dawkins en muchas disputas evolucionistas.

## Teoría de la mente
Sus libros: Cómo funciona la mente y La tabla rasa son trabajos seminales de la psicología evolucionista moderna, que ve la mente como una navaja suiza equipada por la evolución con un conjunto de herramientas especializadas (o módulos) para resolver problemas a los que se enfrentaron nuestros ancestros paleolíticos. Junto con otros psicólogos evolucionistas, piensa que la mente humana evolucionó por selección natural, al igual que otras partes del cuerpo. Esta visión, de la que fueron pioneros E. O. Wilson, Leda Cosmides y John Tooby, está basada en la psicología evolucionista y crece rápidamente como paradigma de investigación, especialmente entre los psicólogos cognitivos.

## Crítica
Es autor de algunos de los escritos más vivaces sobre la ciencia moderna; sin embargo, sus críticos alegan que sus libros ignoran o descartan la evidencia en contra. En Palabras y reglas, por ejemplo, él describe cómo los científicos cognitivos han soltado el modelo competitivo "como una patata caliente", después de su extensa crítica. Sin embargo, el conexionismo permanece más popular que nunca y las disputas no parecen encaminarse a una pronta resolución. Su libro Los ángeles que llevamos dentro ha recibido críticas por diversos motivos, entre ellos por considerar las “muertes per capita” como una métrica adecuada, centrarse demasiado en Europa (a pesar de que el libro también abarca otras áreas), su interpretación de los datos históricos y la imagen que da de los pueblos indígenas. Otras críticas (véase el enlace externo sobre Edgard Oakes) afirman que Pinker es quizá demasiado buen escritor, siendo capaz de combinar varias hipótesis débilmente sustentadas para que suenen plausibles como psicología evolucionista.
Francis J. Beckwith realiza una crítica al materialismo y al concepto de dignidad humana sustentado por Pinker.

## Premios y reconocimientos
En 2004, fue nombrado por la revista Time como una de las 100 personas más influyentes del mundo y uno de los 100 intelectuales más destacados por Prostect y Foreign Policy en 2005. Ha recibido doctorados honorarios de las universidades de Newcastle, Surrey, Tel Aviv y McGill.
El 13 de mayo de 2006 recibió el premio Humanista del Año de la Asociación Humanista Estadounidense por su contribución a la comprensión pública de la evolución humana.
En 2022 fue galardonado con el Premio Fundación BBVA Fronteras del Conocimiento en la categoría de "Humanidades y Ciencias Sociales".

## Publicaciones

### Libros
- 1984: Language Learnability and Language Development (editor)
- 1985: Visual Cognition
- 1988: Connections and Symbols
- 1989: Learnability and Cognition: The Acquisition of Argument Structure
- 1992: Lexical and Conceptual Semantics (editor con Beth Levin)
- 1994: El instinto del lenguaje. Cómo crea el lenguaje la mente (The Language Instinct)
- 1997: Cómo funciona la mente (How the Mind Works)
- 1999: Words and Rules: The Ingredients of Language
- 2002:  La tabla rasa. La negación moderna de la naturaleza humana (The Blank Slate: The Modern Denial of Human Nature)
- 2004: The Best American Science and Nature Writing (editor)
- 2005: Hotheads
- 2007: El mundo de las palabras. Una introducción a la naturaleza humana (The Stuff of Thought: Language as a window into human nature)
- 2011: Los ángeles que llevamos dentro. El declive de la violencia y sus implicaciones (The Better Angels of Our Nature: Why Violence Has Declined)
- 2014: El sentido del estilo. La guía de escritura del pensador del siglo XXI (The Sense of Style: The Thinking Person's Guide to Writing in the 21st Century)
- 2018: En defensa de la Ilustración. Por la razón, la ciencia, el humanismo y el progreso (Enlightenment Now)
- 2021: Racionalidad. Qué es, por qué escasea y cómo promoverla (Rationality: What It Is, Why It Seems Scarce, Why It Matters)

### Artículos
- Pinker, S. (1991) «Rules of Language». Science, 253, 530-535.
- Ullman, M., Corkin, S., Coppola, M., Hickok, G., Growdon, J. H., Koroshetz, W. J., & Pinker, S. (1997) «A neural dissociation within language: Evidence that the mental dictionary is part of declarative memory, and that grammatical rules are processed by the procedural system». Journal of Cognitive Neuroscience, 9, 289-299.
- Pinker, S. (2003) «Language as an adaptation to the cognitive niche». In M. Christiansen & S. Kirby (Eds.), Language evolution: States of the Art. New York: Oxford University Press.
- Pinker, S. (2005) «So How Does the Mind Work?» Mind and Language, 20(1), 1-24.
- Jackendoff, R. & Pinker, S. (2005) «The nature of the language faculty and its implications for evolution of language (Reply to Fitch, Hauser, & Chomsky)» Cognition, 97(2), 211-225.

### En inglés
- Steven Pinker's Website
- Gen Kuroki's Website about Steven Pinker (enlace roto disponible en Internet Archive; véase el historial, la primera versión y la última).
- Louis Menand's critique of The Blank Slate by Steven Pinker
- "Meet the Flintstones" by Simon Blackburn, a critique of The Blank Slate.
- Steven Pinker Multimedia. Extensive lists of audio and video files.
- Biology vs. the Blank Slate Reason magazine interview with Pinker
- "Steven Pinker: the mind reader," The Guardian Profile, November 6, 1999.
- Evolutionary Psychology of Religion
- "The Blind Programmer", a review of How the Mind Works by Edward Oakes
- Trabajos de o acerca de Steven Pinker en Internet Archive

- Datos: Q212730
- Multimedia: Steven Pinker / Q212730